# ماتئو مدوس
ماتئو مدوس (ایتالیایی: Matteo Medves؛ زادهٔ ۲۰ ژوئن ۱۹۹۴) جودوکار اهل ایتالیا است.